# Delungra
Delungra ist eine Kleinstadt im Nordosten des australischen Bundesstaates New South Wales. Sie liegt 33 km westlich von Inverell und 43 km nordöstlich von Bingara in der Local Government Area Inverell Shire.

## Geschichte
1907 erhielt Delungra das Stadtrecht und feierte daher ihren 100. Geburtstag am Australia Day 2007. Das frühere Postamt Reedy Creek war am 11. Juni 1906 in Delungra umbenannt worden.

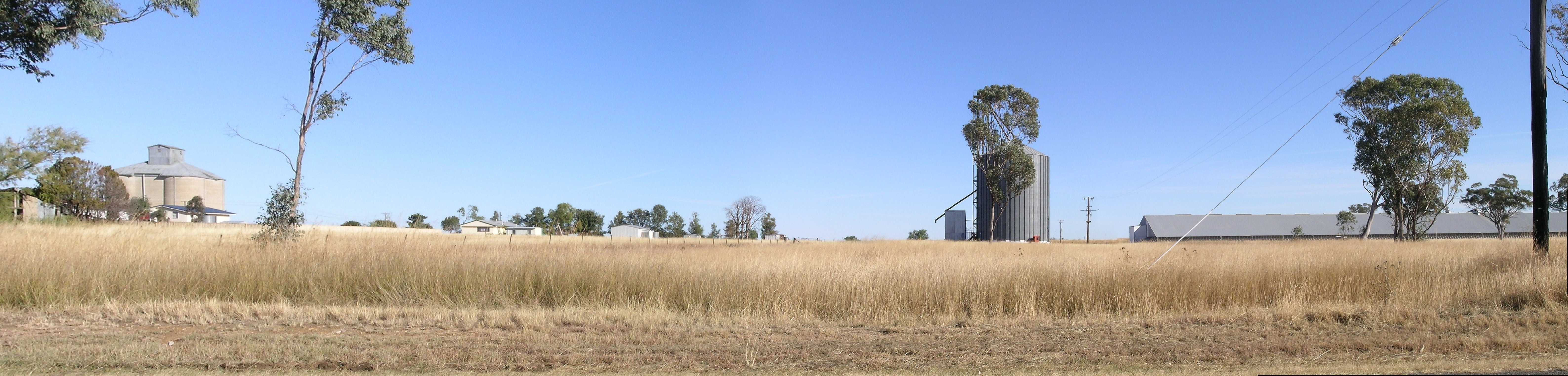
Weizensilos

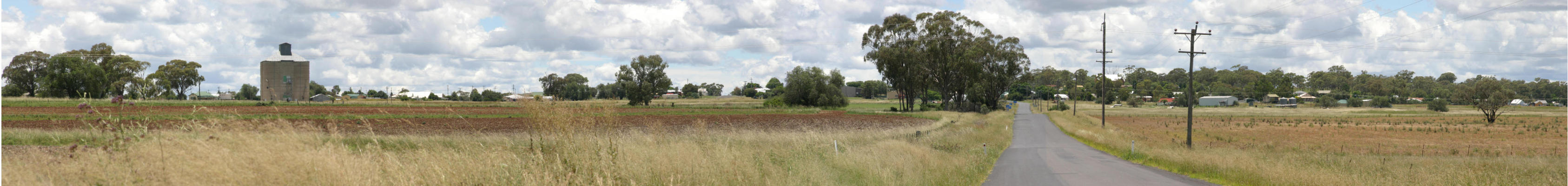
Panorama von Delungra von Süden

## Veranstaltungen
Delungra hat zwei Pferdesportveranstaltungen im Jahr, das Campdrafting im März und ein Pferdesportwochenende im Oktober. Ausgerechnet 2007 musste dieses allerdings wegen der Pferdegrippe ausfallen.
Daneben gibt es eine Reihe anderer Veranstaltungen, wie z. B. eine Parade am Australia Day am 26. Januar oder eine Weihnachtsparade mit Weihnachtsliedern bei Kerzenschein. Am 25. April und am 11. November gibt es Gedenkgottesdienste für die Kriegsgefallenen.

## Klima
Für Delungra gibt es keine offiziellen Wetteraufzeichnungen, aber das dortige Postamt hat die Regenfälle seit November 1924 registriert. Vorher zeichnete die Gunnee Station (8 km nördlich von Delungra) Regenfälle von 1879 bis 1924 auf. Folgende Statistik der Regenfälle bis zum September 2011 hat sich ergeben:
- Mittlere Regenmenge: 719,7 mm
- Höchste Regenmenge: 1.319,6 mm (1879)
- Geringste Regenmenge: 388,6 mm (1902)

Die nächsten automatischen Wetterstationen liegen 30 km östlich am Inverell Research Centre, bzw. 109 km westlich am Flughafen Moree.

## Verkehr
Delungra liegt am Gwydir Highway, der Australian Route 38, über die auch der nordöstliche Teil des Fossickers Way verläuft.